# فرودگاه مون-لوریه
فرودگاه مون-لوریه (به انگلیسی: Mont-Laurier Airport) یک فرودگاه همگانی است که یک باند فرود آسفالت دارد و طول باند آن ۱۲۱۹ متر است. این فرودگاه در کشور کانادا قرار دارد و در ارتفاع ۲۴۸ متری از سطح دریا واقع شده‌است.